# Малый Копытин
Малый Копытин (фин. Kinnarit) — российский остров в северо-восточной части Финского залива, административно подчинённый Выборгскому району Ленинградской области. Расположен в 300 м от территории Финляндии. Ближайшая суша — остров Копытин, что к юго-западу от Малого Копытина. Ближайший крупный остров — Козлиный, находящийся в 4 км к северо-востоку. Малый Копытин решено включить в состав 2 участка Ингерманландского заповедника.
На острове возвышается передняя башня створного маяка, который обслуживает суда, идущие в западном направлении. Башня высотою в 16 м — решётчатая, красного цвета, несёт на себе дневную метку в виде белого прямоугольника с чёрной вертикальной полосой. Фокальная плоскость находится на высоте 22 м. Даёт быстрые белые вспышки. Задняя башня того же маяка располагается на острове Копытин.
В 1920—1940 годах Киннарит принадлежал Финляндии. Был укреплён, наряду с Западным Киннаритом, дзотами, которые во время советско-финской войны, начиная с 4 марта 1940 года, неоднократно отбивали штурмовавшую острова морскую пехоту Балтийского флота.

## Топографические карты
- Лист карты P-35-127,128 Хамина. Масштаб: 1 : 100 000. Состояние местности на 1971 год. Издание 1974 г.